# Крістіан Бруун
Чарльз Крістіан Боннікесл Бруун (нар. 25 жовтня 1979, Торонто, Онтаріо, Канада), відомий як Крістіан Бруун — канадський кіно-, теле- і театральний актор та продюсер. Відомий за ролі в серіалах Чорна сирітка і Розслідування Мердока.

## Біографія
У 1994–1997 роках Бруун навчався у Військовій академії «Веллі Фордж» у штаті Пенсільванія, згодом у 1998–2001 роках вивчав драму в Університеті Квінз в Онтаріо.
У 2004 році закінчив Театральну школу Джорджа Брауна у Торонто. Крістіан відвідував майстер-класи Девіда Ротенберґа та Бренди Базіне в Лабораторії професійних акторів, а також проходив навчання з озвучування за програмою Трейсі Ґойт «Піратський голос» (англ. Pirate Voice).
Бруун виконував різноманітні ролі в театрах Канади.
Деякий час актор жив і працював у Німеччині та Великій Британії.
Дебютом у кіно для нього стала роль бармена у фільмі «Доброго ранку, завтра» (2003). Надалі він продовжив кар’єру, зокрема зіграв головного офіцера у серіалі «Нікіта», Ст’ю у фільмі «Кров’яний тиск» та Алека у стрічці Play the Film. Бруун також мав постійну роль у серіалі «Розслідування Мердока», де з 2012 по 2017 рік (6–11 сезони) грав констебля Слаґґера Джексона.
Найвідомішою роботою актора стала роль Донні Хендрікса — чоловіка однієї з головних героїнь, Елісон Хендрікс, — у канадському науково-фантастичному серіалі «Чорна сирітка». Починаючи з третього сезону його роль стала більшою, і він увійшов до основного акторського складу.
Актор володіє грою на трубі, гітарі, скрипці та мандоліні.

## Фільмографія[7]
| Рік       |    | Українська назва                                     | Оригінальна назва                            | Роль                       |
| --------- | -- | ---------------------------------------------------- | -------------------------------------------- | -------------------------- |
| 2003      | тф | Доброго ранку, завтра                                | Good Morning Tomorrow                        | Бармен                     |
| 2005      | ф  | Святковий гіпноз                                     | Holiday Hypnosis                             | Джек                       |
| 2005      | ф  | Повітряний хокей                                     | Air Hockey                                   | Хенк                       |
| 2009      | кф | Різдво у дитячому будинку Грімсвіль                  | A Grimsville Orphanage Christmas             | Кустодіан                  |
| 2010      | с  | Таємні зв’язки                                       | Covert Affairs                               | Голодний пасажир           |
| 2011      | тф | Темрява підіймається: Дикі оповідання літньої долини | Dark Rising: The Savage Tales of Summer Vale | Солдат № 2                 |
| 2011      | с  | Дена — в мери                                        | Dan for Mayor                                | Roller Blader №1           |
| 2011      | тф | Зміна планів                                         | Change of Plans                              | Денніс                     |
| 2012      | с  | Нікіта                                               | Nikita                                       | Головний офіцер            |
| 2012      | кф | Будуй або ламай                                      | Build or Bust                                | Джордж                     |
| 2012      | ф  | Кров’яний тиск                                       | Blood Pressure                               | Стью                       |
| 2012      | кф | Слава Сатані                                         | Hail Satan                                   | Кріс                       |
| 2012—2017 | с  | Розслідування Мердока                                | Murdoch Mysteries                            | констебель Слаггер Джексон |
| 2013—2017 | с  | Чорна сирітка                                        | Orphan Black                                 | Донні Хендрікс             |
| 2013      | ф  | Play the Film                                        | Play the Film                                | Алек Хесс                  |
| 2013      | кф | Чемодан доктора                                      | The Doctor's Case                            | доктор Джон Уотсот         |
| 2013      | кф | Boycatt                                              | Boycatt                                      |                            |
| 2014      | ф  | Брудні одинаки                                       | Dirty Singles                                | англієць                   |
| 2014      | ф  | Піф-паф, крихітко                                    | Bang Bang Baby                               | Хелмут                     |
| 2014      | кф | Агапе                                                | Agape                                        | Джон                       |
| 2014      | кф | Справжній чоловік                                    | True Man                                     | Адам                       |
| 2014      | кф | 10 років                                             | 10 Years                                     | Кевін Дженкінс/батько      |
| 2015      | ф  | Життя                                                | Life                                         | Роджер Лав                 |
| 2015      | ф  | Нічні крики                                          | Night Cries                                  | Девід                      |
| 2015      | кф | Це не те, що ти планував                             | This Is Not What You Had Planned             | Хенк                       |
| 2015      | кф | Статичний                                            | Static                                       | ведучий кулінарного шоу    |
| 2015      | ф  | Затемнення                                           | Regression                                   | Ендрю                      |
| 2015      | кф | Лікування                                            | Treatment                                    | містер Семсон              |
| 2015      | ф  | Давайте читати реп                                   | Let's Rap                                    | Стефано Чіка               |
| 2016      | ф  | Як планувати оргію в маленькому містечку             | How to Plan an Orgy in a Small Town          | Сет Парсонс                |
| 2016      | с  | 11.22.63                                             | 11.22.63                                     | доктор Рональд Джонс       |
| 2016      | с  | Тактичні дівчата                                     | Tactical Girls                               | детектив Лоуренс           |
| 2016      | с  | Дівчина за викликом                                  | The Girlfriend Experience                    | Клієнт №2                  |
| 2016      | с  | Шахрай                                               | Con Man                                      | хлопець Бум                |
| 2017      | ф  | Простір між                                          | The Space Between                            | Тедді                      |
| 2017      | с  | Бівертон                                             | The Beaverton                                | доктор Ченнінг             |
| 2017      | с  | Анна і андроїди                                      | Annedroids                                   | батько-забіяка             |
| 2017      | с  | Оповідь служниці                                     | The Handmaid's Tale                          | доктор                     |
| 2019      | ф  | Гра в хованки                                        | Ready or Not                                 | Фітч Бредлі                |
| 2022      | ф  | Бий у відповідь                                      | Slash/Back                                   | Тоні                       |

## Театральні ролі[2]
| Постановка                     | Оригінальна назва            | Роль                    | Місце проведення      |
| ------------------------------ | ---------------------------- | ----------------------- | --------------------- |
| Айгенграу                      | Eigengrau                    | Тім Маффін              | Red One Theatre       |
| Третій поверх                  | Third Floor                  | #11                     | Summerworks Festival  |
| Буря                           | The Tempest                  | Стефано                 | Theatre by the Bay    |
| Дванадцята ніч                 | Twelfth Night                | Марволо                 | Theatre by the Bay    |
| Зловісні мерці: Мюзикл         | Evil Dead: The Musical       | Скотт / Еш              | EDTM                  |
|                                | Dickens of the Mounted       | Френк Діккенс           | CAFF Canadian Tour    |
| СГБ (Синдром Гієна — Барре)    | GBS (Gillian Barre Syndrome) | Річ                     | Theatre 503           |
| Олімпіада сміху (імпровізація) | Laugh Olympics               | член акторського складу | Laugh Olympics Berlin |
| Гамлет                         | Hamlet                       | Фортінбрас              | Soulpepper            |